# Julie de Chaverny ou la Double Méprise

Julie de Chaverny ou la Double Méprise est un téléfilm français réalisé par Jean-Pierre Marchand, d'après l'œuvre de Prosper Mérimée, et diffusé le 3 janvier 1967 à la télévision.

## Synopsis
À Paris, sous la Restauration, une jeune femme admirée et enviée de tous, Julie de Chaverny, subit depuis six ans un mariage mal fait avec son époux, M. de Chaverny.
Elle finit par céder aux avances d'un jeune homme qu'elle connaît depuis l'enfance, décidant enfin de vivre sa vie. Elle souhaite s'enfuir avec lui, quand elle découvre que ce n'est pour lui qu'une histoire passagère.
Se croyant déshonorée et moquée de tous, elle part vers Nice rejoindre sa mère...

## Fiche Technique
- Réalisateur : Jean-Pierre Marchand
- Adaptation : Danielle Vezolle et Bernard Minoret, d'après Prosper Mérimée
- Musique : Michel Colombier
- Costumes : Anne-Marie Marchand
- Décors : Paul Pelisson
- Directeur de la photographie : Jean-Louis Picavet

## Distribution
- Françoise Dorléac : Julie de Chaverny
- Laurence Badie : Marie
- Amarande : Mélanie Rampeau
- Bernard Mongourdin
- Jean-Marie Bon
- Marcel Champel : Le cocher
- Jacqueline Staup : Madame Dumanoir
- Élina Labourdette : Madame Lambert
- Jacques Boudet : Le domestique
- Jean Bourgogne : Le Docteur
- Henri Piégay : Chateaufort
- André Oumansky : Chaverny
- Stéphane Fey : Darcy
- Jean Galland : Duc d'Havre
- Claude Mansard : Perrin
- Jean Gérald : Monsieur de Saint-Léger
- Gilles Guillot :Monsieur de Saint-Maurice
- Hélène Boucaut : Gertrude

## Anecdotes
- Il s'agit du dernier rôle à la télévision de Françoise Dorléac, disparue tragiquement cinq mois après la diffusion du téléfilm.